# Банковский процессинговый центр
Банковский процессинговый центр (БПЦ) Республики Беларусь — организация, обеспечивающая обработку, маршрутизацию и авторизацию безналичных платежей в Республике Беларусь.

## Общая информация
БПЦ играет ключевую роль в функционировании платёжной системы страны, обеспечивая бесперебойную работу с использованием банковских карт и других электронных средств платежа. Центр обеспечивает взаимодействие между банками-эмитентами и банками-эквайерами, а также с международными платёжными системами.

## История
История Банковского процессингового центра в Республике Беларусь началась в 2002 году. В период становления и развития центр претерпел несколько этапов, адаптируясь к изменяющимся требованиям рынка и внедряя передовые технологии.

## Функции и задачи
- Авторизация платежей: Проверка доступности средств на счёте и подтверждение правомерности совершения транзакции.
- Обработка транзакций: Формирование и обработка запросов и ответов между участниками платежа.
- Маршрутизация транзакций: Направление информации о платеже в соответствующий банк или платёжную систему.
- Обеспечение безопасности: Защита данных карт и транзакций от мошеннических действий.
- Учёт и отчётность: Сбор и анализ информации о транзакциях для банков и других заинтересованных сторон.
- Внедрение новых технологий: Разработка и внедрение инновационных решений в области платежей, таких как бесконтактные платежи и мобильные платежи.

## Ключевые фигуры
Основным и крупнейшим процессинговым центром в Республике Беларусь является ОАО «Банковский процессинговый центр» (БПЦ).

## Технологии
БПЦ использует современные технологии обработки данных и обеспечения безопасности, соответствующие международным стандартам. Это включает в себя:
- Шифрование данных
- Системы обнаружения и предотвращения мошенничества
- Инфраструктура открытых ключей (PKI)

## Перспективы развития
Планируется дальнейшее развитие инфраструктуры БПЦ, расширение спектра предоставляемых услуг, а также интеграция с новыми платёжными системами и технологиями.  Особое внимание уделяется повышению безопасности и удобства использования безналичных платежей.